# Angela Gossow
Angela Nathalie Gossow (Köln, 5. studenog 1974.) je njemačka glazbenica, najpoznatija kao bivša pjevačica švedskog melodičnog death metal sastava Arch Enemy. Smatra se jednom od rijetkih uspješnih metal pjevačica koja pjeva "death growlom".

## Karijera
Glazbenu karijeru započela je u sastavima Asmodina i Mistress, a članicom Arch Enemyja postaje u studenom 2000., zamijenivši Johana Liivu. Naime, Gossow, inače novinarka, je jednom prilikom intervjuirala gitarista Michaela Amotta za njemački web-magazin, te mu je pritom dala demosnimku svojeg nastupa uživo. Nakon što su Arch Enemy 2000. prekinuli suradnju s Liivom, Amott ju je pozvao na audiciju, te jer ih je sve oduševila, odlučili su joj ponuditi da postane njihova nova pjevačica. S Arch Enemyjem je ukupno snimila šest studijskih albuma do ožujka 2014., kada napušta poziciju pjevačice, međutim ostaje u sastavu kao njegova menadžerica.

## Diskografija

### Asmodina
- Your Hidden Fear (1991., demo)
- The Story of the True Human Personality (1994., demo)
- Promo 1996 (1996., demo)
- Inferno (1997.)

### Mistress
- Promo (1998., demo)
- Worship the Temptress (1999., demo)
- Party in Hell (2000., demo)

### Arch Enemy
- Wages of Sin (2001.)
- Burning Angel (2002., EP)
- Anthems of Rebellion (2003.)
- Dead Eyes See No Future (2004., EP)
- Doomsday Machine (2005.)
- Live Apocalypse (2006., DVD)
- Revolution Begins (2007., EP)
- Rise of the Tyrant (2007.)
- Tyrants of the Rising Sun (2008.)
- The Root of All Evil (2009.)
- Khaos Legions (2011.)

## Vanjske poveznice
- Službena stranica Arch Enemyja
- Službena stranica Angele Gossow